# Домашний чемпионат Великобритании 1897
Домашний чемпионат Великобритании 1897 — четырнадцатый розыгрыш Домашнего чемпионата, футбольного турнира с участием сборных четырёх стран Великобритании (Англии, Шотландии, Уэльса и Ирландии) Победу в соревновании одержала сборная Шотландии, став девятикратным чемпионом. Сборная Англии, несмотря на доминирование по ходу всего турнира, заняла лишь второе место.
В матче открытия между сборными Англии и Ирландии победу с разгромным счётом 6:0 одержали англичане, при этом их нападающий Фред Уэлдон, для которого эта игра была дебютной, сделал хет-трик. Ирландия реабилитировалась в следующем матче против сборной Уэльса. Проигрывая после первого тайма 1:3, ирландцы в итоге сумели одержать победу со счётом 4:3. В третьем туре валлийцы отобрали одно очко у вступивших в соревнование шотландцев, сыграв с ними вничью 2:2. Тем не менее, в следующей игре Шотландия одержала победу, разгромив на домашнем стадионе ирландцев и временно возглавив таблицу. В предпоследнем туре англичане обошли шотландцев, нанеся поражение сборной Уэльса. В заключительном матче англичанам, игравшим дома против шотландцев, для победы в соревновании требовалась лишь ничья. Англия вышла вперёд уже на 19-й минуте, благодаря голу Стива Блумера, однако сильная сборная Шотландии быстро забила ответный мяч. Счёт 1:1 держался до 83-й минуты, когда нападающий шотландцев Джимми Миллар забил второй гол своей команды, оказавшийся победным. По итогам матча сборная Шотландии стала девятикратным чемпионом Великобритании.

## Таблица
| Команда       | И | В | Н | П | МЗ | МП | РМ | О |
| ------------- | - | - | - | - | -- | -- | -- | - |
| Шотландия (Ч) | 3 | 2 | 1 | 0 | 9  | 4  | +5 | 5 |
| Англия        | 3 | 2 | 0 | 1 | 11 | 2  | +9 | 4 |
| Ирландия      | 3 | 1 | 0 | 2 | 5  | 14 | −9 | 2 |
| Уэльс         | 3 | 0 | 1 | 2 | 5  | 10 | −5 | 1 |

## Матчи
| 20 февраля 1897 | Англия                                             | 6:0     | Ирландия | Ноттингем                                                      |
| | Блумер 19′ 85′ · Уэлдон 25′ 30′ 50′ · Атерсмит 75′ | (отчёт) |          | Стадион: «Трент Бридж» Зрителей: 13 490 Судья: Томас Робертсон |
| Англия: Джек Робинсон, Уильям Оукли, Билли Уильямс, Бернард Миддлдитч, Том Крошо, Эрнест Нидем, Чарли Атерсмит, Стив Блумер, Гилберт Смит, Фред Уэлдон, Гарри Брэдшо Ирландия: Том Скотт, Джек Понсонби, Сэм Торранс, Джек Пайпер, Боб Милн, Джордж Макмастер, Джеймс Кэмпбелл, Джордж Холл, Олферт Стэнфилд, Джонни Дарлинг, Джеймс Баррон |                                                    |         |          |                                                                |

| 6 марта 1897 | Ирландия                                          | 4:3     | Уэльс                          | Белфаст                                                     |
| | Баррон 7′ · Стэнфилд 62′ · Пайпер 66′ · Пиден 68′ | (отчёт) | Мередит 19′ 36′ · Дженкинс 27′ | Стадион: «Солитьюд» Зрителей: 10 000 Судья: Томас Робертсон |
| Ирландия: Том Скотт, Уильям Гибсон, Сэм Торранс, Джек Пайпер, Джек Понсонби, Джордж Макмастер, Джеймс Кэмпбелл, Олферт Стэнфилд, Джим Пайпер, Джек Пиден, Джеймс Баррон Уэльс: Джеймс Трейнер, Джим Эдвардс, Чарли Парри, Сидни Дарвелл, Сизар Дженкинс, Джек Джонс, Билли Мередит, Гарри Пью, Морган Морган-Оуэн, Билл Нок, Джек Ри |                                                   |         |                                |                                                             |

| 20 марта 1897 | Уэльс             | 2:2     | Шотландия                    | Рексем                                                        |
| | Морган-Оуэн · Пью | (отчёт) | Ритчи 11′ (пен.) · Уокер 60′ | Стадион: «Рейскорс Граунд» Зрителей: 5000 Судья: Томас Армитт |
| Уэльс: Джеймс Трейнер, Уильям Джонс, Джон Маттиас, Сидни Дарвелл, Джек Мейтс, Джек Джонс, Билли Мередит, Гарри Пью, Морган Морган-Оуэн, Джек Ри, Билли Льюис Шотландия: Джон Патрик, Джон Ритчи, Дэвид Гарднер, Бернард Бреслин, Дэвид Расселл, Алекс Киллор, Джон Кеннеди, Патрик Марри, Джеймс Освальд, Джеймс Макмиллан, Джонни Уокер |                   |         |                              |                                                               |

| 27 марта 1897 | Шотландия                                              | 5:1     | Ирландия   | Глазго                                                       |
| | Макферсон 5′ 70′ · Гибсон 15′ · Макколл 25′ · Кинг 40′ | (отчёт) | Пайпер 62′ | Стадион: «Айброкс Парк» Зрителей: 15 000 Судья: Джеймс Купер |
| Шотландия: Мэтт Дики, Дункан Маклин, Джок Драммонд, Нилли Гибсон, Дэвид Стюарт, Уильям Бэрд, Томас Лоу, Алекс Кинг, Роберт Макколл, Джон Макферсон, Уильям Лэмби Ирландия: Джеймс Томпсон, Джек Понсонби, Сэм Торранс, Джек Пайпер, Боб Милн, Джордж Макмастер, Джеймс Кэмпбелл, Олферт Стэнфилд, Джим Пайпер, Джонни Дарлинг, Джек Пиден |                                                        |         |            |                                                              |

| 29 марта 1897 | Англия                                   | 4:0     | Уэльс | Шеффилд                                                       |
| | Нидем 23′ · Блумер 44′ · Милуорд 62′ 64′ | (отчёт) |       | Стадион: «Брэмолл Лейн» Зрителей: 5000 Судья: Томас Робертсон |
| Англия: Уильям Фолк, Уильям Оукли, Говард Спенсер, Джек Ренолдз, Том Крошо, Эрнест Нидем, Чарли Атерсмит, Стив Блумер, Гилберт Смит, Фрэнк Бектон, Альф Милуорд Уэльс: Джеймс Трейнер, Джон Маттиас, Джим Эдвардс, Том Чепмен, Джек Мейтс, Джек Джонс, Билли Мередит, Джо Дейвис, Гренвилл Моррис, Хью Моррис, Билли Льюис |                                          |         |       |                                                               |

| 3 апреля 1897 | Англия     | 1:2     | Шотландия               | Лондон                                                            |
| | Блумер 19′ | (отчёт) | Хислоп 27′ · Миллар 83′ | Стадион: «Кристал Пэлас» Зрителей: 33 715 Судья: Ричард Томас Гаф |
| Англия: Джек Робинсон, Уильям Оукли, Говард Спенсер, Джек Ренолдз, Том Крошо, Эрнест Нидем, Чарли Атерсмит, Стив Блумер, Гилберт Смит, Эдгар Чедуик, Альф Милуорд Шотландия: Джон Патрик, Никол Смит, Дэниел Дойл, Нилли Гибсон, Джеймс Кауан, Хью Уилсон, Джек Белл, Джимми Миллар, Джордж Аллан, Том Хислоп, Уильям Лэмби |            |         |                         |                                                                   |

## Чемпион
| Чемпион Великобритании 1897 |
| Шотландия Девятый титул     |

## Бомбардиры
| - 4 гола - Стив Блумер - 3 гола - Фред Уэлдон - 2 гола - Альф Милуорд - Билли Мередит - Джон Макферсон - 1 гол - Чарли Атерсмит - Эрнест Нидем - Джеймс Баррон - Джек Пайпер | - 1 гол (продолжение) - Джим Пайпер - Джек Пиден - Олферт Стэнфилд - Сизар Дженкинс - Морган Морган-Оуэн - Гарри Пью - Нилли Гибсон - Алекс Кинг - Роберт Макколл - Джимми Миллар - Джон Ритчи - Джонни Уокер - Том Хислоп |